# 拉波特 (宾夕法尼亚州)
拉波特（Laporte）是美国宾夕法尼亚州沙利文县的一个自治市镇。 2010年人口普查时，人口为316人。 它是沙利文县的县城。 拉波特被Laporte镇区所环绕。 它以John Laporte命名。 这是宾夕法尼亚州人口最少的县城（2000年人口普查），1969年是美国最小的两个之一。

## 历史
沙利文县法院在1978年被添加到国家史迹名录。